# Glenburn (Dakota Północna)
Glenburn – miasto w Stanach Zjednoczonych, w stanie Dakota Północna, w hrabstwie Renville.